# Ryszard Zarzycki

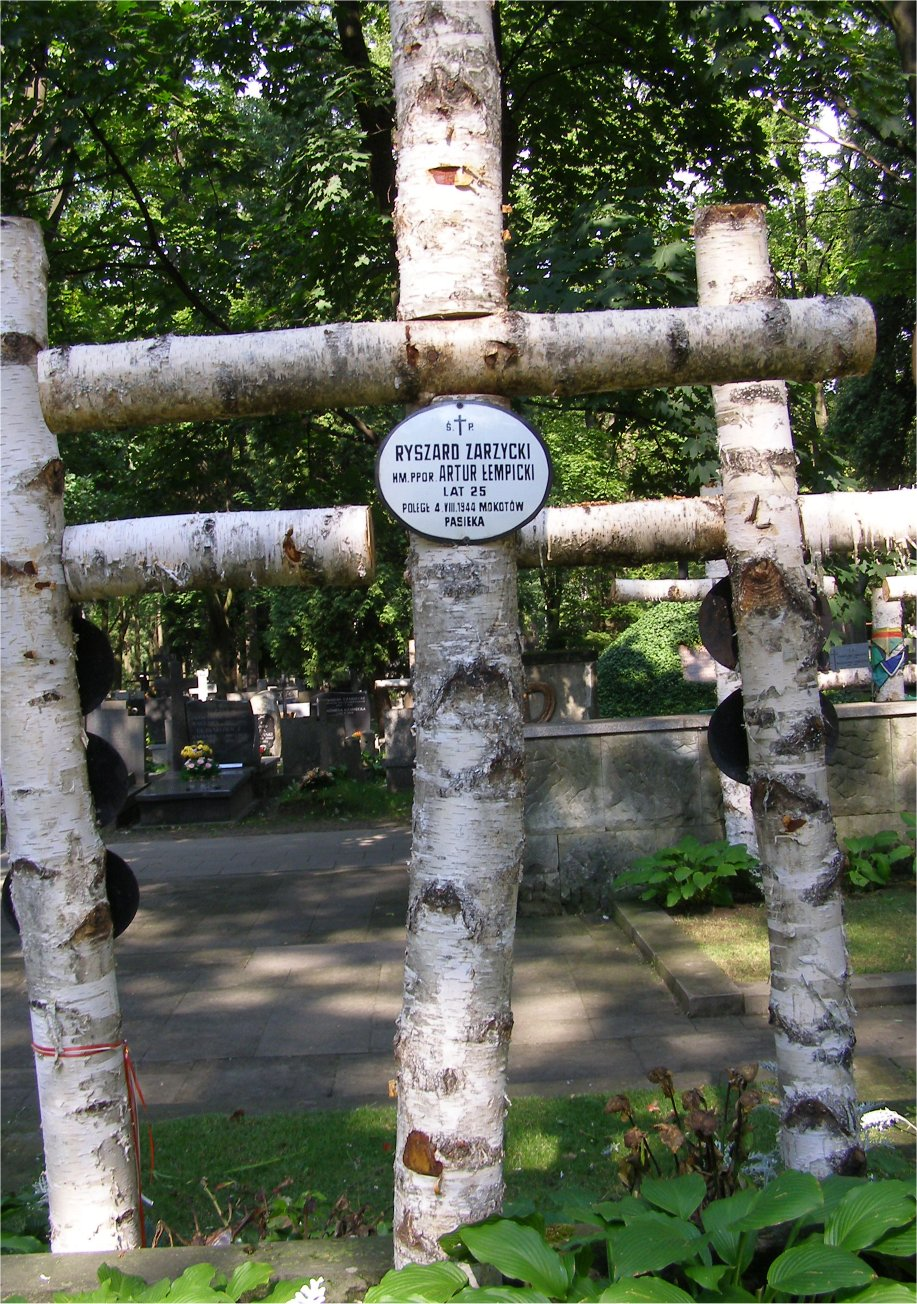
Mogiła na Powązkach

Ryszard Zarzycki ps. „Artur Łempicki”, „Scott” (ur. 23 maja 1919 w Montowie, zm. 4 sierpnia 1944 w Warszawie) – harcmistrz, podporucznik, uczestnik powstania warszawskiego jako żołnierz batalionu „Zośka” Armii Krajowej.

## Życiorys
Syn Kazimierza, właściciela ziemskiego, i Reginy Marii Magdaleny z Jarochowskich. Pełnił funkcję kierownika Akademickiego Kręgu Starszoharcerskiego Studentów Uniwersytetu Warszawskiego. Podczas okupacji niemieckiej działał w Komendzie Głównej Szarych Szeregów – Pasiece; był także kierownikiem Zrzeszenia Kręgów Starszoharcerskich „Kuźnica”.
Zamordowany w lokalu konspiracyjnym przez SS-manów 4. dnia powstania warszawskiego przy ul. Sandomierskiej na Mokotowie. Miał 25 lat. Pochowany w kwaterach żołnierzy i sanitariuszek batalionu „Zośka” na Cmentarzu Wojskowym na Powązkach w Warszawie (kwatera A20-4-18).
Był pasierbem Emila Krukowicza-Przedrzymirskiego.